# Клэр, Дастин
Дастин Клэр (англ. Dustin Clare; род. 2 января 1982 года) — австралийский актёр, ставший известным благодаря роли Ганника в сериале Starz «Спартак: Боги арены».

## Биография
Дастин Клэр родом из местности на северном побережье Нового Южного Уэльса. Помимо Дастина в семье Клэров есть ещё его родная и двоюродная сёстры. На данный момент австралийский актёр женат на новозеландской актрисе Камиль Кинан. Пара познакомилась на съемках «Satisfaction» и поженились в 2009 году. У пары есть ребенок — Дарси Клэр. Кстати, у Дастина есть шотландское и ирландское гражданства.
Дастин получил диплом об образовании, окончив западную австралийскую академию исполнительных видов искусств. Как утверждает сам Клэр, актёром он решил стать исключительно по велению сердца, и ничто сегодня не будоражит и не интересует его так сильно, как актёрская игра. Хобби у Дастина соответствующие: гитара, мотоцикл и книги.
Клэр проснулся знаменитым после весьма достойного исполнения роли Шона в сериале «Satisfaction». Вскоре после того, как зрители оценили его актёрский талант, Дастин получил награды Logie Award и Golden Nymph как самый выдающийся актер.
Массовое же признание Дастину принесли роли Ганника в сериале о гладиаторах Спартака, Криса Фланнери в сериале «Низ живота» и Райли в австралийской теледраме «McLeod’s Daughters» (эта роль тоже принесла ему Logie Award наиболее популярному начинающему таланту). В 2011 году Дастин был приглашён как участник на австралийский кинофестиваль Warrambeen.

## Фильмография
| Год  | Русское название                  | Оригинальное название        | Роль                    |
| ---- | --------------------------------- | ---------------------------- | ----------------------- |
| 2003 | Братья                            | Brothers                     | Итан                    |
| 2005 | Все святые                        | All Saints                   |                         |
| 2005 | Мыс                               | Headland                     |                         |
| 2006 | Железная птица                    | Iron Bird                    |                         |
| 2007 | Воздух Австралии                  | Air Australia                |                         |
| 2007 | Дочери Маклеода                   | McLeod’s Daughters           | Райли                   |
| 2008 |                                   | Cane Cutter                  |                         |
| 2009 | Криминальная Австралия            | Underbelly                   | Крис Фланнери           |
| 2009 |                                   | Early Checkout               |                         |
| 2010 | Наслаждение                       | Satisfaction                 | Шон                     |
| 2010 | Случайность                       | Happenstance                 |                         |
| 2010 |                                   | Kanowna                      |                         |
| 2011 | Спартак: Боги арены               | Spartacus: Gods of the Arena | Ганник (Gaius Gannicus) |
| 2011 | Глаз шторма                       | The Eye of the Storm         |                         |
| 2012 | Спартак: Месть                    | Spartacus: Vengeance         | Ганник (Gaius Gannicus) |
| 2012 | Богиня                            | Goddess                      |                         |
| 2013 | Спартак: Война проклятых          | Spartacus: War of the Damned | Ганник (Gaius Gannicus) |
| 2013 | Фрагменты                         | The Fragments                | массовка                |
| 2014 | Анзакские девушки                 | Anzac Girls                  |                         |
| 2014 | Любовь сейчас                     | Love is Now                  | Джеймс                  |
| 2014 | Воскресенье                       | Sunday                       |                         |
| 2015 | Ответный удар                     | Strike Back                  |                         |
| 2016 | Волчья яма                        | Wolf Creek                   | Салливан Хилл           |
| 2018 | Тихоокеанский рубеж 2 (completed) | Pacific Rim: Uprising        |                         |